# Diocesi di Chiang Rai
La diocesi di Chiang Rai (in latino Dioecesis Chiangraiensis) è una sede della Chiesa cattolica in Thailandia suffraganea dell'arcidiocesi di Bangkok. Nel 2021 contava 25.596 battezzati su 2.808.782 abitanti. È retta dal vescovo Joseph Vuthilert Haelom.

## Territorio
La diocesi comprende le province di Chiang Rai, Nan, Phayao, Phrae e il distretto di Ngao della provincia di Lampang.
Sede vescovile è la città di Chiang Rai, dove si trova la cattedrale della Natività di Nostra Signora.
Il territorio si estende su 37.839 km² ed è suddiviso in 21 parrocchie.

## Storia
La diocesi è stata eretta da papa Francesco il 25 aprile 2018 con la bolla Petitum est, ricavandone il territorio dalla diocesi di Chiang Mai.

## Cronotassi dei vescovi
Si omettono i periodi di sede vacante non superiori ai 2 anni o non storicamente accertati.
- Joseph Vuthilert Haelom, dal 25 aprile 2018

## Statistiche
La diocesi nel 2021 su una popolazione di 2.808.782 persone contava 25.596 battezzati, corrispondenti allo 0,9% del totale.
| anno | popolazione | popolazione | popolazione | presbiteri | presbiteri | presbiteri | presbiteri                | diaconi | religiosi | religiosi | parrocchie |
| anno | battezzati  | totale      | %           | numero     | secolari   | regolari   | battezzati per presbitero | diaconi | uomini    | donne     | parrocchie |
| ---- | ----------- | ----------- | ----------- | ---------- | ---------- | ---------- | ------------------------- | ------- | --------- | --------- | ---------- |
| 2018 | 18.062      | 2.683.794   | 0,7         | 47         | 6          | 41         | 384                       |         |           | 51        | 16         |
| 2019 | 22.108      | 2.659.656   | 0,8         | 33         | 11         | 22         | 669                       |         | 23        | 79        | 19         |
| 2021 | 25.596      | 2.808.782   | 0,9         | 38         | 7          | 31         | 673                       |         | 39        | 50        | 21         |